# The Real Thing (singel)
The Real Thing – piosenka z pogranicza country popu i country rocka stworzona na ścieżkę dźwiękową z trzeciego sezonu serialu telewizyjnego Nashville (2015). Wykonywany przez amerykańską piosenkarkę Christinę Aguilerę, utwór wydany został jako jeden z singli promujących soundtrack dnia 14 kwietnia 2015 roku. Nie znalazł się jednak na żadnym wydawnictwie płytowym.
W ciągu doby od wydania w systemie digital download singel pojawił się w zestawieniu najlepiej sprzedających się piosenek country sklepu internetowego iTunes Store. Krytycy muzyczni pozytywnie ocenili „The Real Thing”. Z pochwałą spotkały się zwłaszcza wokale Aguilery, energiczność utworu oraz jego stylistyka.

## Informacje o utworze
„The Real Thing” to charakteryzująca się szybkim tempem piosenka z pogranicza country popu i country rocka. Została skomponowana przez Audrę Mae i Jackie Tohn, a jej pierwotną wersję nagrała Mae (utwór zawarto na albumie artystki z 2012, Audra Mae and The Almighty Sound). Piosenkę wykorzystano w osiemnastym odcinku trzeciego sezonu serialu telewizji ABC Nashville. Odcinek nosił tytuł Nobody Knows But Me i został wyemitowany 15 kwietnia 2015 roku. Aguilera, wykonawczyni „The Real Thing”, wystąpiła w nim w gościnnej roli Jade St. John, gwiazdy popu, która odwiedza miejsce akcji serialu w ramach trasy koncertowej i wykonuje kompozycję przed szeroką publicznością. W tekście piosenki kobieta zwraca się do mężczyzny, którego pragnie, śpiewając między innymi: „Kotku, nadchodzę, lepiej się przygotuj”, „powoli i słodko – tak będę się do ciebie zakradać”. „The Real Thing” jest jednym z dwóch, obok „Shotgun”, utworów nagranych przez Aguilerę na rzecz Nashville. Żadna z piosenek nie pojawiła się na albumie The Music of Nashville: Season 3, Volume 2 (2015), gromadzącym kompozycje napisane na potrzeby trzeciego sezonu serialu, ponieważ Aguilera związana jest z wytwórnią RCA, a nie Big Machine Records, która krążek wydała.

## Wydanie singla
Aguilera ogłosiła wydanie singli „The Real Thing” i „Shotgun” 7 kwietnia 2015. Pierwszy z utworów miał swoją premierę 14 kwietnia; został wówczas opublikowany w systemie digital download na łamach sklepu internetowego iTunes Store. W ciągu doby od wydania singel pojawił się w zestawieniu najlepiej sprzedających się piosenek country na iTunes.

## Recenzje
Nagranie zostało korzystnie ocenione przez krytyków muzycznych oraz telewizyjnych. Zdaniem Maggie Malach, dziennikarki współpracującej z serwisem internetowym popcrush.com, „utwór umieszcza szalone wokale Aguilery w centrum uwagi słuchającego”. Malach uznała „The Real Thing” za piosenkę inspirowaną rock and rollem, jednak nagraną w stylu country, entuzjastycznie porównując ją do singla „Something Bad” w wykonaniu Carrie Underwood i Mirandy Lambert. Redaktor witryny World Pop Review określił „The Real Thing” jako kompozycję energiczną i zmysłową. Administrator serwisu weblog.ws komentował nagranie jako „biesiadne, mocne i bezpośrednie”, podkreślając jego silne przywiązanie do gatunku country. Wokal Aguilery recenzent uznał za „nieskrępowany”. Maggie Pehanick (popsugar.com) okrzyknęła utwór mianem „perfekcyjnie balansującego pomiędzy popem a country, piekielnie chwytliwego”. Jeff Benjamin (fuse.tv) pisał: „Xtina, choć nie śpiewa o pick-upie w akompaniamencie gitar rezofonicznych, odwala dobrą robotę, skupiając się w ‘The Real Thing’ na brzękliwo-rockowej produkcji. Piosenka charakteryzuje się pompatycznymi, zuchwałymi popisami wokalnymi, z których gwiazda jest znana, jednak w głosie Aguilery jest więcej ognia (...), brzmi on silniej niż kiedykolwiek wcześniej”. Lucas Villa z serwisu axs.com chwalił „sielską produkcję” kompozycji, a także wokal oraz zaangażowanie wykonawczyni. Redaktor strony creativedisc.com docenił nagranie, uważając je za wyraziste, „doprawione potęgą wokalną Xtiny”.

## Promocja
9 kwietnia 2015 w sieci udostępniono 20-sekundowy klip pochodzący z serialu Nashville, w którym Aguilera wykonuje utwór „The Real Thing”. Spot reklamowy, w którym wykorzystano fragment piosenki, przedpremierowo emitowała także telewizja ABC.